# امیکرون قیفاووس
امیکرون قیفاووس یک ستاره است که در صورت فلکی قیفاووس قرار دارد.